# 糀台
座標: 北緯34度43分10.737秒 東経135度01分03.307秒 / 北緯34.71964917度 東経135.01758528度

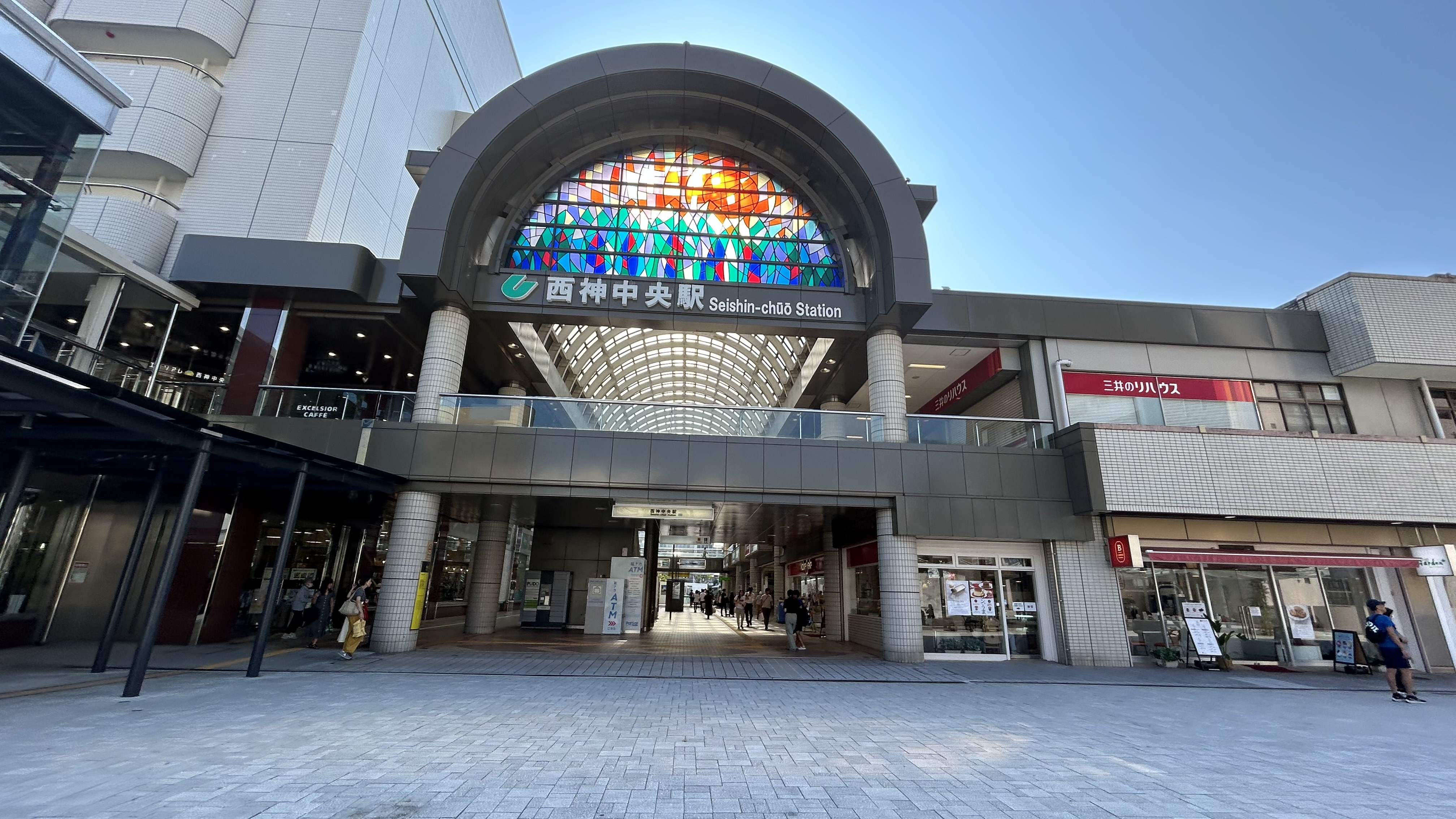
西神中央駅

糀台（こうじだい）は、兵庫県神戸市西区の町名。一丁目から六丁目がある。郵便番号は651-2273。

## 地理
西区に所属している。東は狩場台に接する。西は竹の台、美賀多台に接する。北は高塚台、南は櫨谷町池谷と接する。

## 交通

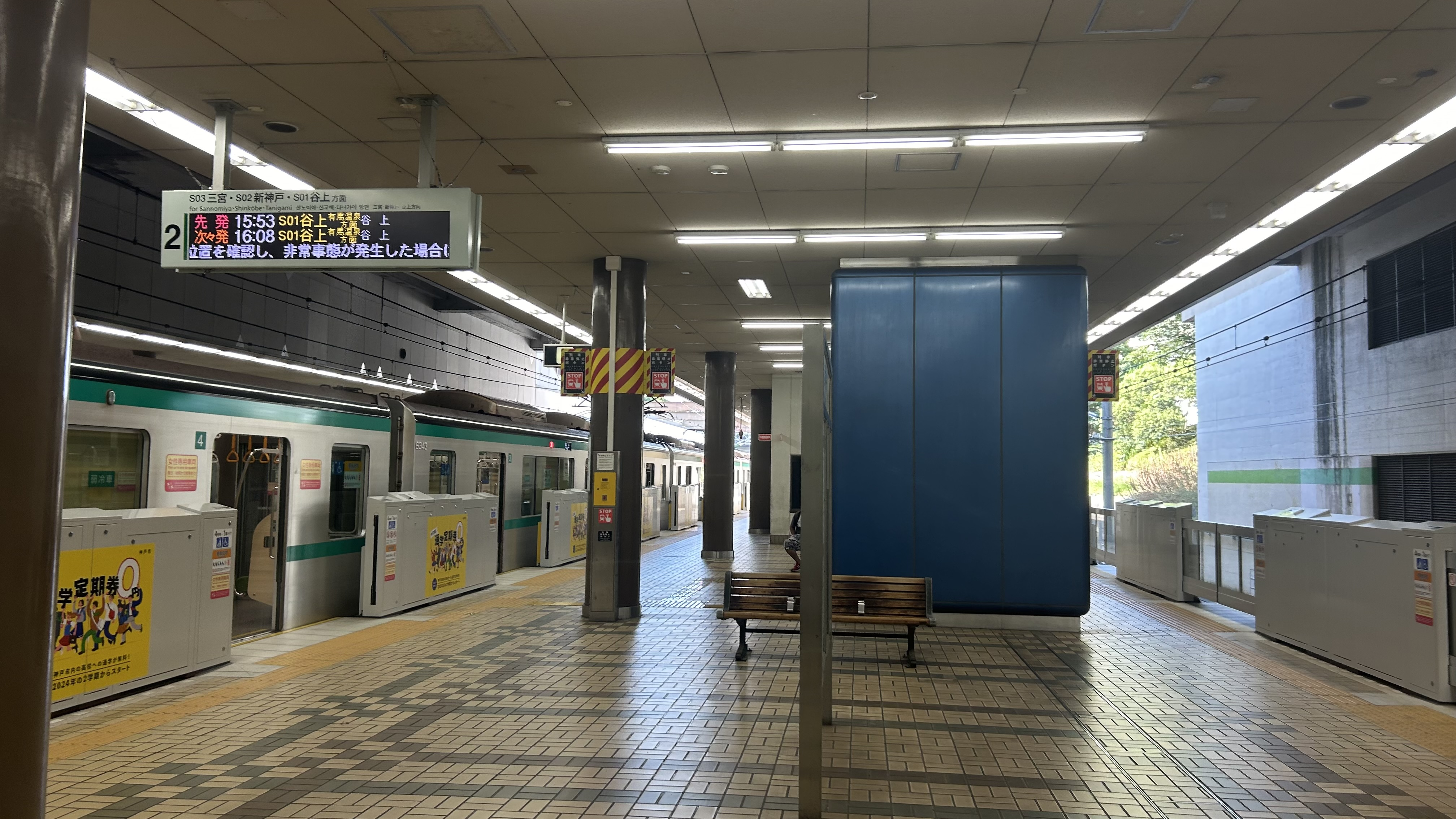
西神中央駅

### 鉄道

神戸市営地下鉄

- 神戸市営地下鉄西神・山手線
  - 　-西神中央

### バス

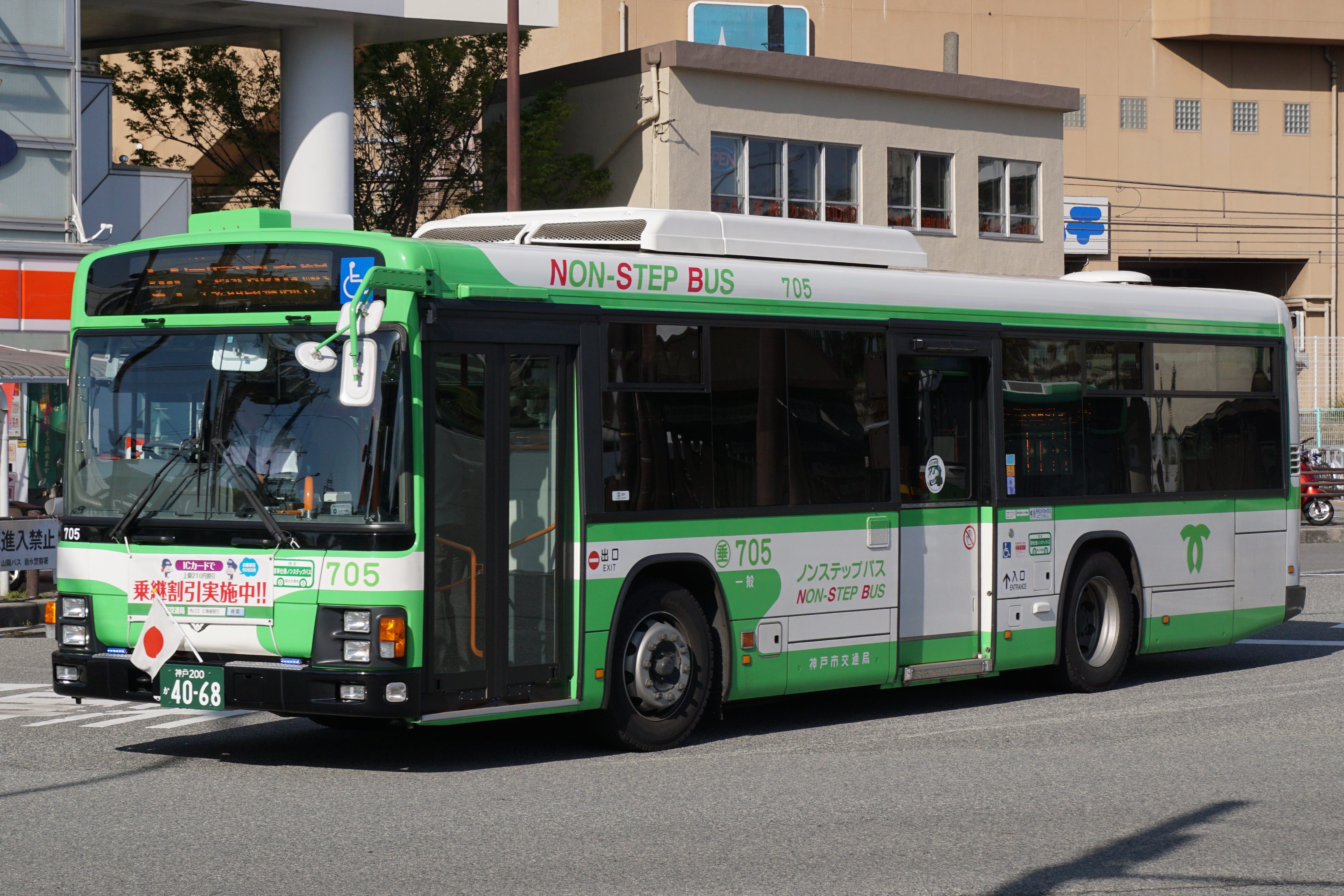
神戸市バス
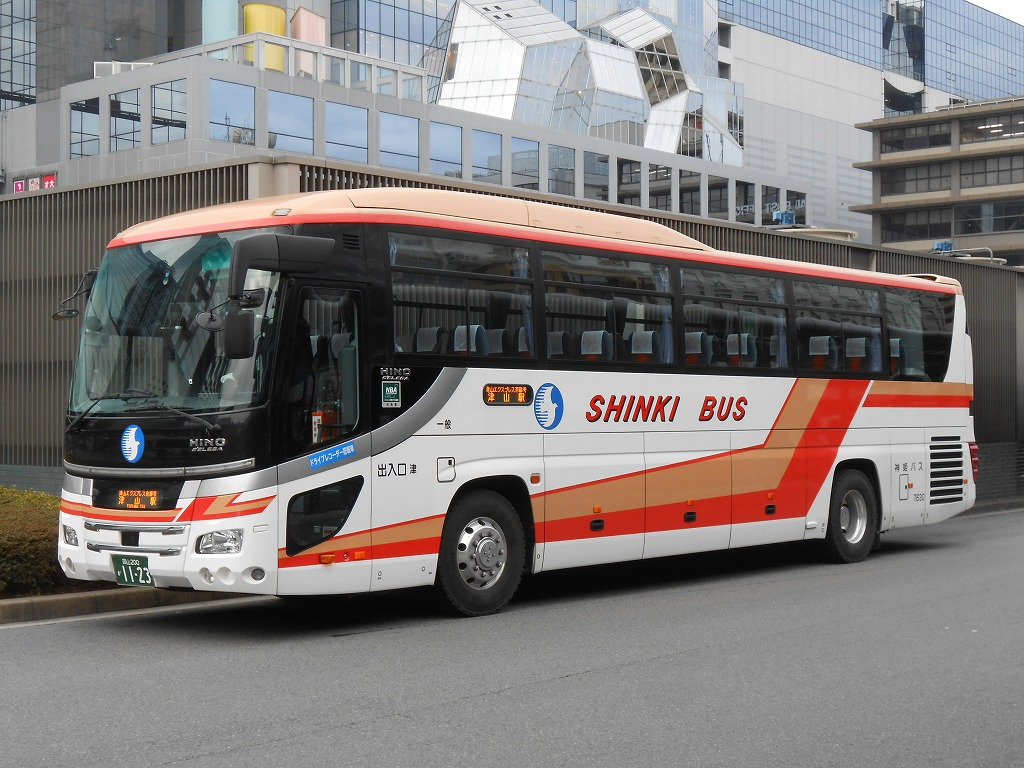
神姫バス

## 校区
市立小・中学校に通う場合、校区は以下の通りとなる

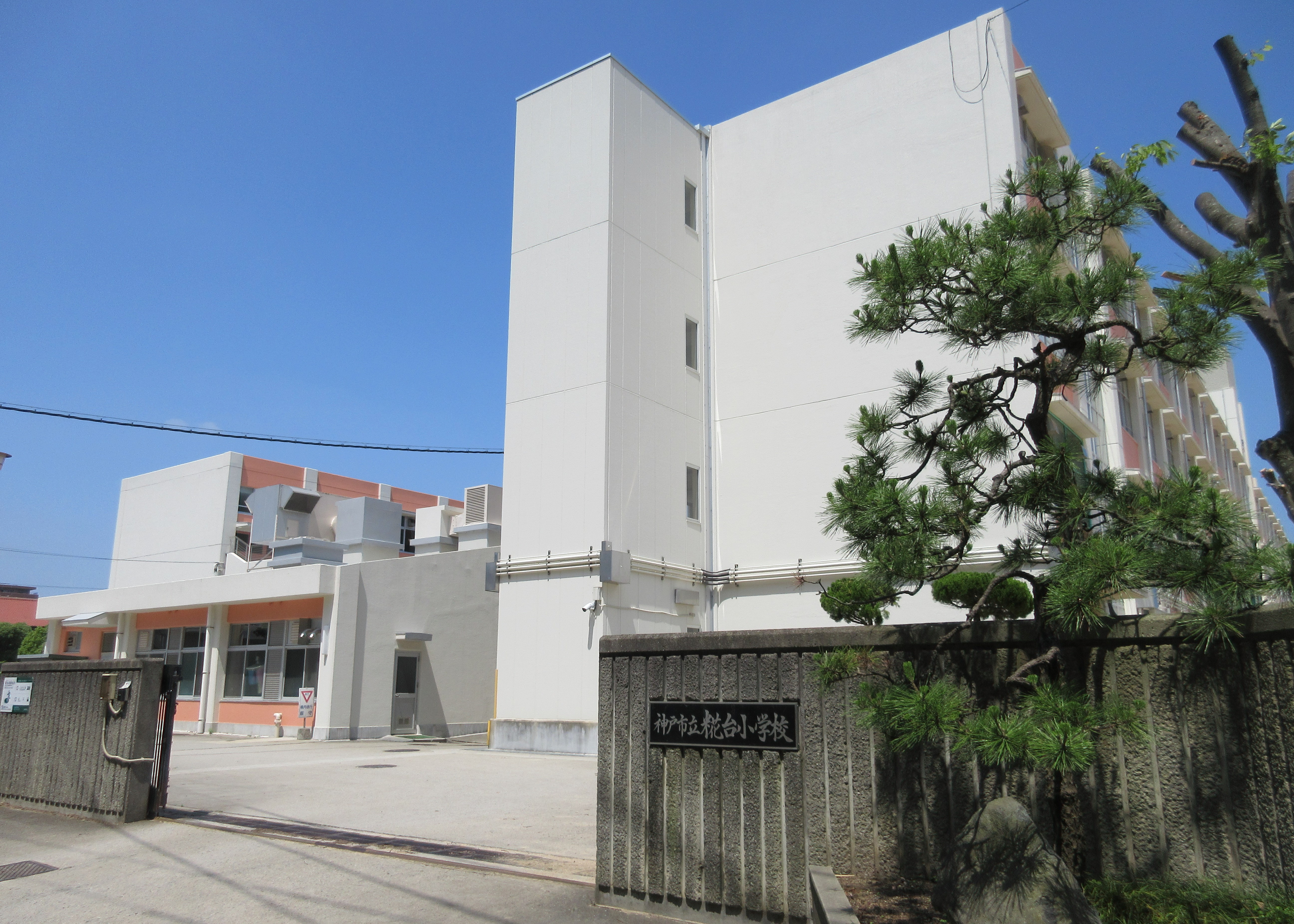
糀台小学校
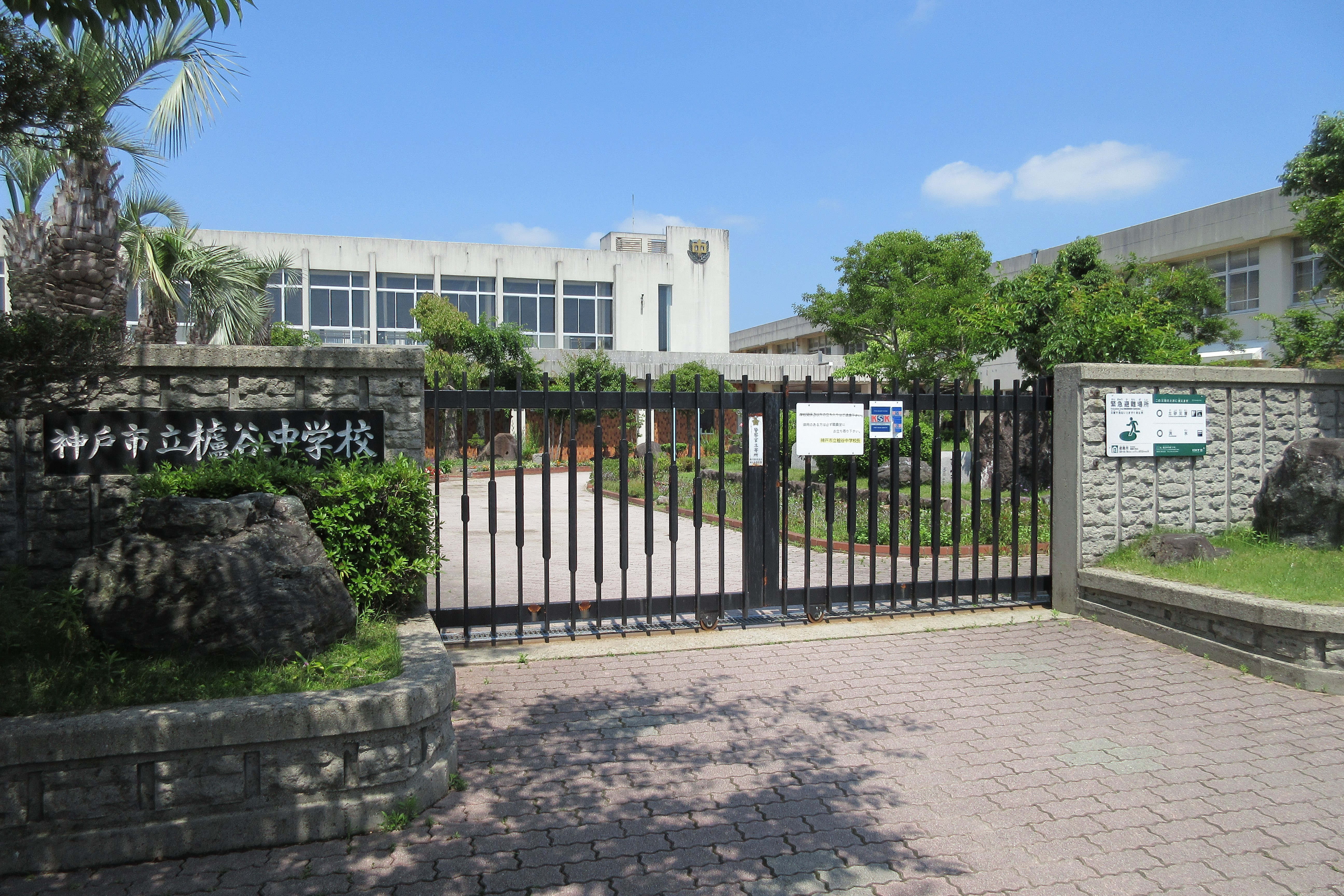
櫨谷中学校

| 丁目 | 小学校     | 中学校     |
| ---- | ---------- | ---------- |
| 1    | 糀台小学校 | 櫨谷中学校 |
| 2    | 糀台小学校 | 櫨谷中学校 |
| 3    | 糀台小学校 | 櫨谷中学校 |
| 4    | 糀台小学校 | 櫨谷中学校 |
| 5    | 糀台小学校 | 櫨谷中学校 |
| 6    | 糀台小学校 | 櫨谷中学校 |

- 糀台小学校
- 櫨谷中学校

## 施設

### 1丁目

#### 学校
- 櫨谷中学校

#### 公園
- 糀台緑地
- 糀東公園

### 2丁目

#### 公園
- 池谷緑地
- 糀南公園

### 3丁目

#### 学校
- 糀台小学校

#### 公園
- 糀台公園
- 糀中公園

### 4丁目

#### 公園
- 糀北公園

### 5丁目

#### 交通
- 西神中央駅前

#### 商業施設

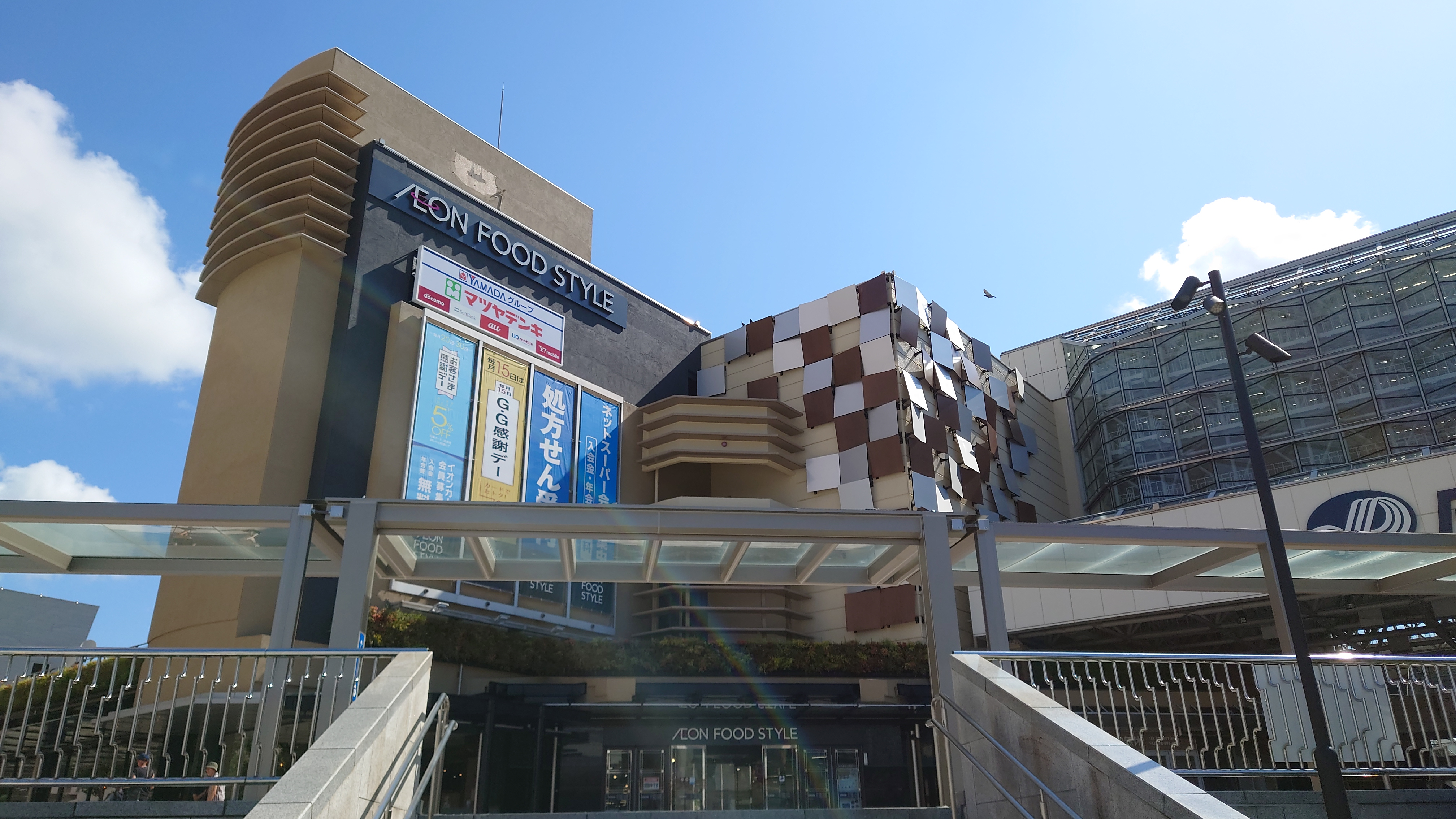
プレンティ

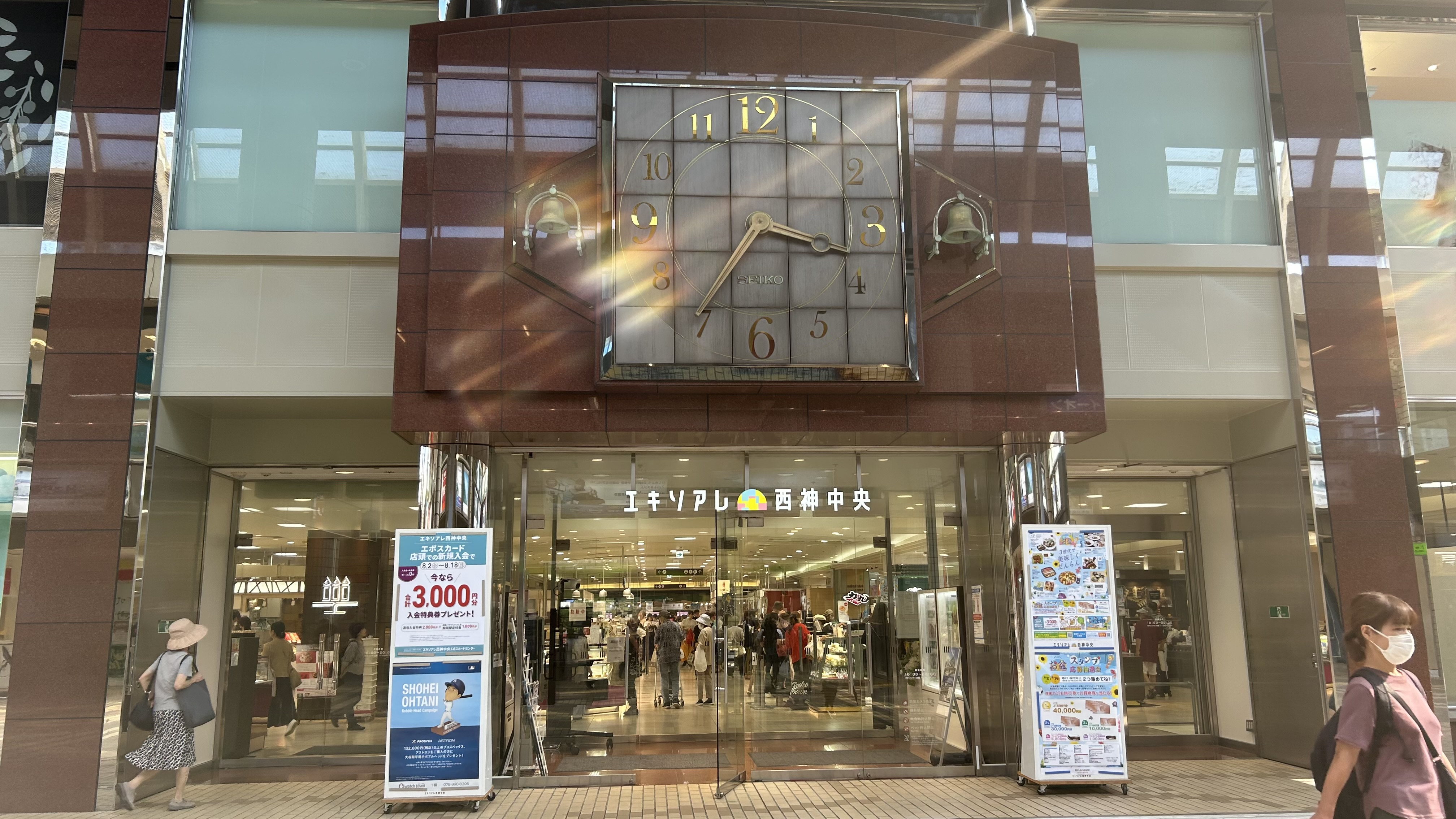
エキソアレ西神中央

- プレンティ西神中央

- エキソアレ西神中央

#### 病院
神戸市立 西神戸医療センター

#### その他
神戸市西区役所
イオンフードスタイル西神中央店
イトマンスイミングスクール西神中央校

### 6丁目

#### 公園
- 西神中央公園